# Lacazella mauritiana
Lacazella mauritiana är en armfotingsart som beskrevs av Dall 1920. Lacazella mauritiana ingår i släktet Lacazella och familjen Thecideidae. Inga underarter finns listade i Catalogue of Life.